# Свирский канал
Свирский канал, иначе Старо-Свирский — один из Приладожских каналов на территории Ленинградской области, который соединяет устья рек Свирь и Сясь в обход Ладожского озера.

## История

### Старо-Свирский канал
Сооружался в 1802—1810 годах как часть Мариинской системы. Имел длину 53 км (48 вёрст), ширину по дну 11 метров, глубину 1,8 метра. В последующие годы из-за разрушения дамб и бечевников, обвалов и наносов глубина упала так, что этим каналом могли проходить только суда с осадкой менее 0,6 метра.

### Ново-Свирский — Александра III канал
1878 год — начало строительства канала продольно старому. Происходило под руководством К. Я. Михайловского. В 1882 году построен новый Свирский канал, наречённый именем Александра III. Длина — 43,75 версты (46,7 км), ширина — 12 саженей (25,5 м), глубина — 1,14 саж (2,4 м). Торжественно открывали канал лично император и императрица Мария Фёдоровна, прибывшие на яхте «Александрия».
В 1883 году в память события была выбита медная настольная медаль (диаметром 7,7 см) с портретами Александра I, Екатерины II, Александра II и Александра III; на обратной стороне надпись: «Старый Сясский канал (10 1/4 вер) начат в 1766 году, окончен в 1802 г.; Старый Свирский канал (48 вер) начат в 1802 году, окончен в 1810 г.; Новый Сясский (9 1/2 вер) и Свирский каналы начаты в 1878 году, Сясский окончен в 1880 году, а Свирский в 1882 г.» 1890—1896 гг. во время переустройства Мариинской системы произведены работы по расчистке от наплывов и наносов на ширину 12 саж. по дну и на глубину 10 четвертей аршина при самом низком горизонте вод Ладожского озера.